# Geoica utriculoides
Geoica utriculoides är en insektsart. Geoica utriculoides ingår i släktet Geoica och familjen långrörsbladlöss. Inga underarter finns listade i Catalogue of Life.